# Gomphrena anti-lethargica
Gomphrena anti-lethargica là loài thực vật có hoa thuộc họ Dền. Loài này được Silveira mô tả khoa học đầu tiên năm 1926.